# 1961-es jégkorong-világbajnokság
Az 1961-es jégkorong-világbajnokság a 28. világbajnokság volt, amelyet a Nemzetközi Jégkorongszövetség szervezett. A vb-ken a csapatok három szinten vettek részt. Először rendeztek C csoportos világbajnokságot.

## A csoport
1–8. helyezettek
- Kanada – Világbajnok
- Csehszlovákia
- Szovjetunió
- Svédország
- NDK
- Egyesült Államok
- Finnország
- NSZK

## B csoport
9–14. helyezettek
- Norvégia
- Nagy-Britannia
- Svájc
- Olaszország
- Lengyelország
- Ausztria

## C csoport
15–20. helyezettek
- Románia
- Franciaország
- Jugoszlávia
- Hollandia
- Dél-afrikai Köztársaság
- Belgium